# Fred Merkel
Fred Merkel (Stockton, California, Estados Unidos, 28 de septiembre de 1962) es un ex-piloto de motociclismo estadounidense.

## Biografía
En 1984 él corrió junto con Mike Baldwin para ganar la carrera de resistencia, 8 Horas de Suzuka. Él es tres veces AMA Superbike Campeón, ganando en 1984/5 en el VF750 y 1986 en el VFR750F. Él comparte el récord de más victorias en una temporada con Mat Mladin.
En 1988 comenzó el Campeonato del Mundo de Superbikes, con la entrada de Merkel en la Honda RC30. Ganó el campeonato por delante de Fabrizio Pirovano y Davide Tardozzi con dos victorias y cinco podios. Él defendió con éxito la corona en 1989, con 3 victorias, 10 podios, y 4 poles. Él consiguió tres victorias más en el camino a la sexta posición general en 1990, pero fue menos competitivo después de esto.
Merkel se retiró de las carreras al final de la temporada de 1995 después de ser herido en un accidente en el Firebird International Raceway en Chandler, Arizona. Merkel y su familia se trasladaron a un rancho que poseían en Nueva Zelanda. Vive allí con su esposa Carla y su hijo Travis, ya partir del verano de 2009 dio la bienvenida a su hijo recién nacido Jhett. Fue introducido en el salón de la fama de la motocicleta de AMA en 2001.

## Resultados

### Campeonato del Mundo de Motociclismo

#### Carreras por año
(Carreras en negrita indica pole position, carreras en cursiva indica vuelta rápida)
| Año  | Clase | Moto  | 1     | 2     | 3     | 4     | 5       | 6     | 7     | 8     | 9     | 10    | 11      | 12     | 13    | 14    | 15    | Pos  | Pts |
| ---- | ----- | ----- | ----- | ----- | ----- | ----- | ------- | ----- | ----- | ----- | ----- | ----- | ------- | ------ | ----- | ----- | ----- | ---- | --- |
| 1989 | 500cc | Honda | JPN - | AUS - | USA - | SPA - | NAT Ret | GER - | AUT - | YUG - | NED - | BEL - | FRA Ret | GBR 11 | SWE - | CZE - | BRA - | 36.º | 5   |

### Campeonato Mundial de Superbikes

#### Carreras por año
(Carreras en negrita indica pole position, carreras en cursiva indica vuelta rápida)
| Año  | Marca  | 1       | 1       | 2       | 2       | 3      | 3       | 4       | 4      | 5      | 5       | 6       | 6      | 7       | 7       | 8      | 8       | 9       | 9       | 10      | 10      | 11      | 11      | 12     | 12      | 13     | 13    | Pos. | Pts. |
| Año  | Marca  | R1      | R2      | R1      | R2      | R1     | R2      | R1      | R2     | R1     | R2      | R1      | R2     | R1      | R2      | R1     | R2      | R1      | R2      | R1      | R2      | R1      | R2      | R1     | R2      | R1     | R2    | Pos. | Pts. |
| ---- | ------ | ------- | ------- | ------- | ------- | ------ | ------- | ------- | ------ | ------ | ------- | ------- | ------ | ------- | ------- | ------ | ------- | ------- | ------- | ------- | ------- | ------- | ------- | ------ | ------- | ------ | ----- | ---- | ---- |
| 1988 | Honda  | GBR 4   | GBR 2   | HUN 1   | HUN 5   | GER 17 | GER Ret | AUT Ret | AUT 8  | JPN 2  | JPN 11  | FRA 6   | FRA C  | POR 4   | POR 5   | AUS 4  | AUS 3   | NZL 1   | NZL 5   |         |         |         |         |        |         |        |       | 1.º  | 99   |
| 1989 | Honda  | GBR 4   | GBR 6   | HUN 1   | HUN 1   | CAN 1  | CAN 3   | USA 4   | USA 3  | AUT 11 | AUT 3   | FRA 8   | FRA 4  | JPN 16  | JPN 12  | GER 8  | GER 4   | ITA 2   | ITA 2   | AUS 11  | AUS 5   | NZL 3   | NZL 3   |        |         |        |       | 1.º  | 272  |
| 1990 | Honda  | SPA 2   | SPA 3   | GBR 1   | GBR 3   | HUN 1  | HUN 6   | GER 1   | GER 3  | CAN 5  | CAN 10  | USA 7   | USA 10 | AUT 7   | AUT 4   | JPN    | JPN     | FRA     | FRA     | ITA Ret | ITA 5   | MAL     | MAL     | AUS    | AUS     | NZL    | NZL   | 6.º  | 197  |
| 1991 | Honda  | GBR Ret | GBR Ret | SPA Ret | SPA Ret | CAN    | CAN     | USA 6   | USA 4  | AUT 8  | AUT 8   | SMR 9   | SMR 7  | SWE 8   | SWE 6   | JPN 12 | JPN 9   | MAL 12  | MAL 9   | GER Ret | GER Ret | FRA 3   | FRA 10  | ITA 8  | ITA Ret | AUS    | AUS   | 8.º  | 124  |
| 1992 | Yamaha | SPA     | SPA     | GBR     | GBR     | GER    | GER     | BEL     | BEL    | SPA 17 | SPA Ret | AUT 9   | AUT 10 | ITA Ret | ITA Ret | MAL 11 | MAL 5   | JPN 26  | JPN 13  | NED 13  | NED Ret | ITA Ret | ITA Ret | AUS 10 | AUS 12  | NZL 6  | NZL 6 | 13.º | 65   |
| 1993 | Yamaha | IRL 7   | IRL 7   | GER Ret | GER 12  | SPA 9  | SPA 12  |         |        |        |         |         |        |         |         |        |         |         |         |         |         |         |         |        |         |        |       | 11.º | 91,5 |
| 1993 | Ducati |         |         |         |         |        |         | SMR 10  | SMR 27 | AUT 11 | AUT 2   | CZE Ret | CZE 5  | SWE 12  | SWE Ret | MAL 9  | MAL Ret | JPN Ret | JPN Ret | NED 11  | NED Ret | ITA     | ITA     | GBR    | GBR     | POR 11 | POR 9 | 11.º | 91,5 |

### Resultados en las 8 Horas de Suzuka
| Año  | Equipo        | Copilotos    | Moto         | Pos. |
| ---- | ------------- | ------------ | ------------ | ---- |
| 1984 | Honda America | Mike Baldwin | Honda RS750R | 1.º  |